# Траянові ворота
Траянові ворота (болг. Траянови врата, трансліт. Trayanovi vrata) — історичний гірський перевал поблизу Іхтімана, Болгарія. У давнину перевал називався Суччі. Знаходиться між хребтом Стара Планіна та Родопами.
Пізніше він був названий на честь римського імператора Траяна, за наказом якого на пагорбі над перевалом була побудована фортеця під назвою Стіпон, як символічний кордон між Римськими провінціями Фракія та Македонія.
Через цей перевал проходили давні торгові та військові шляхи з Пловдівської долини, Мезії (Західне Причорномор'я) до Средецької Болгарії з центром у місті Софія. Прохід також розмежовує вододіли річок Мариця та Дунай. У VII столітті через Троянові Ворота в Ромейську державу увійшли давні слов'яни.
Перевал відомий насамперед великою середньовічною битвою 17 серпня 986 року, під час якої війська імператора Східної Римської імперії Василя II були розгромлені болгарським королем Самуїлом, що фактично зупинило візантійську окупацію на болгарські землі.
У XII—XIII столітті перевал насилу подолали хрестоносці (Третій хрестовий похід).

У XV—XIX століттях в оборонних цілях його використовували турки-османи, що зайняли ці території.
Сьогодні біля фортеці, за 55 кілометрів (34 милі) від Софії, знаходиться тунель Тракійської автомагістралі, також відомий як Тунель Траяна (тунель Траянові ворота).
Сідловина, що відома як Траянові ворота на Землі Ґреяма в Антарктиді, названа на честь воріт Траяна.